# Подгорица (Трговиште)
Село Подгорица се налази у општини Трговиште у Бугарској. Према подацима од 21.07.2005. године има 1 000 становника.